# Chris Clever
Chris Clever (ur. 10 sierpnia 1978) – amerykański lekkoatleta, który specjalizował się w rzucie oszczepem.
W 2002 zdobył złoty medal mistrzostw NACAC U-25 oraz uczestniczył w zawodach pucharu świata. 
Rekord życiowy: 78,30 (25 lipca 2003, Saarbrücken). 

## Osiągnięcia
| Rok  | Impreza                            | Miejsce     | Lokata     | Wynik |
| ---- | ---------------------------------- | ----------- | ---------- | ----- |
| 2002 | Młodzieżowe mistrzostwa NACAC U-25 | San Antonio | 1. miejsce | 68,53 |
| 2002 | Puchar świata                      | Madryt      | 9. miejsce | 65,73 |